# Mișcare proprie

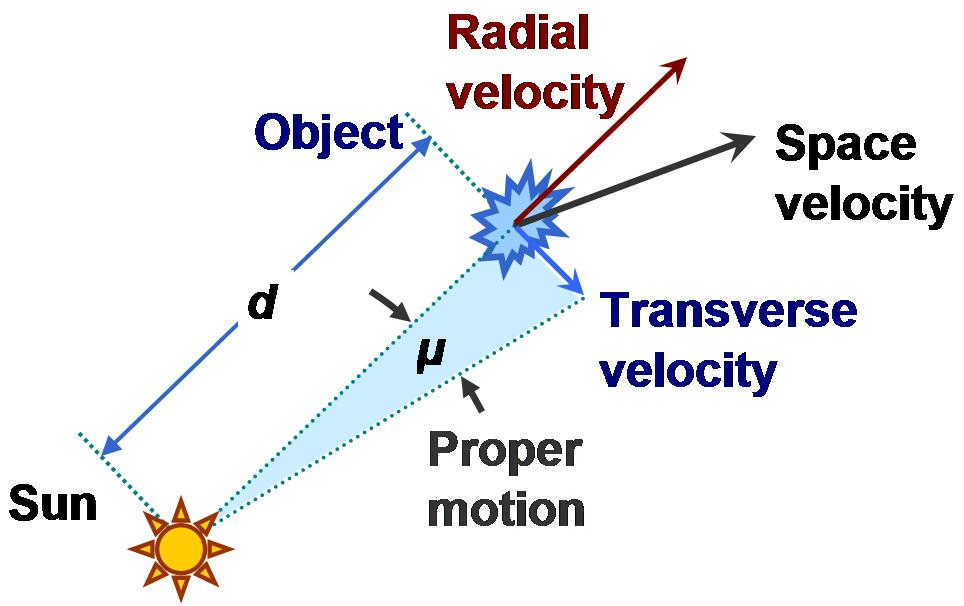
Realţia între mişcarea proprie şi componentele vitezei unui corp. La emisie, corpul se afla la distanţa d de Soare şi s-a mutat la rata angulară μ radian/s, care este, μ = v_{t} / d cu v_{t} = viteza transversală pe linia vizibilă de pe Soare. (Diagrama ilustrează un unghi μ măsurat în unitatea de timp, la viteza tangenţială v_{t}.)

Mișcarea proprie a unei stele este schimbarea angulară a poziției sale de-a lungul timpului așa cum se vede din centrul de greutate al sistemului solar.  Ea este măsurată în secunde de arc pe an, „arcsec/an”, unde 3600 de arcsecunde reprezintă un grad de arc.  Mișcarea proprie nu este în întregime „proprie”, deoarece are o componentă datorat mișcării sistemului solar în sine. 